# Cul de Portadora
El Cul de Portadora és una muntanya de 461metres que es troba entre els municipis d'Esparraguera al Baix Llobregat, Monistrol de Montserrat, a la comarca de la Bages i de Vacarisses, a la comarca del Vallès Occidental.